# Teofilacto Botaniates
Teofilacto Botaniates (em grego: Θεοφύλακτος Βοτανειάτης; romaniz.: Theophylaktos Botaneiates; m. 1014) foi general bizantino e governador (duque) de Salonica do século XI esteve ativo durante o reinado do imperador Basílio II Bulgaróctono (r. 976–1025). Ele participou das campanhas de seu soberano contra o Primeiro Império Búlgaro, conseguindo uma vitória expressiva em Salonica em 1014. Apesar disso, contudo, seria emboscado por Gabriel Radomir, filho do imperador Samuel (r. 997–1014), e morto no combate resultante, provavelmente com seu filho Miguel.

## Vida

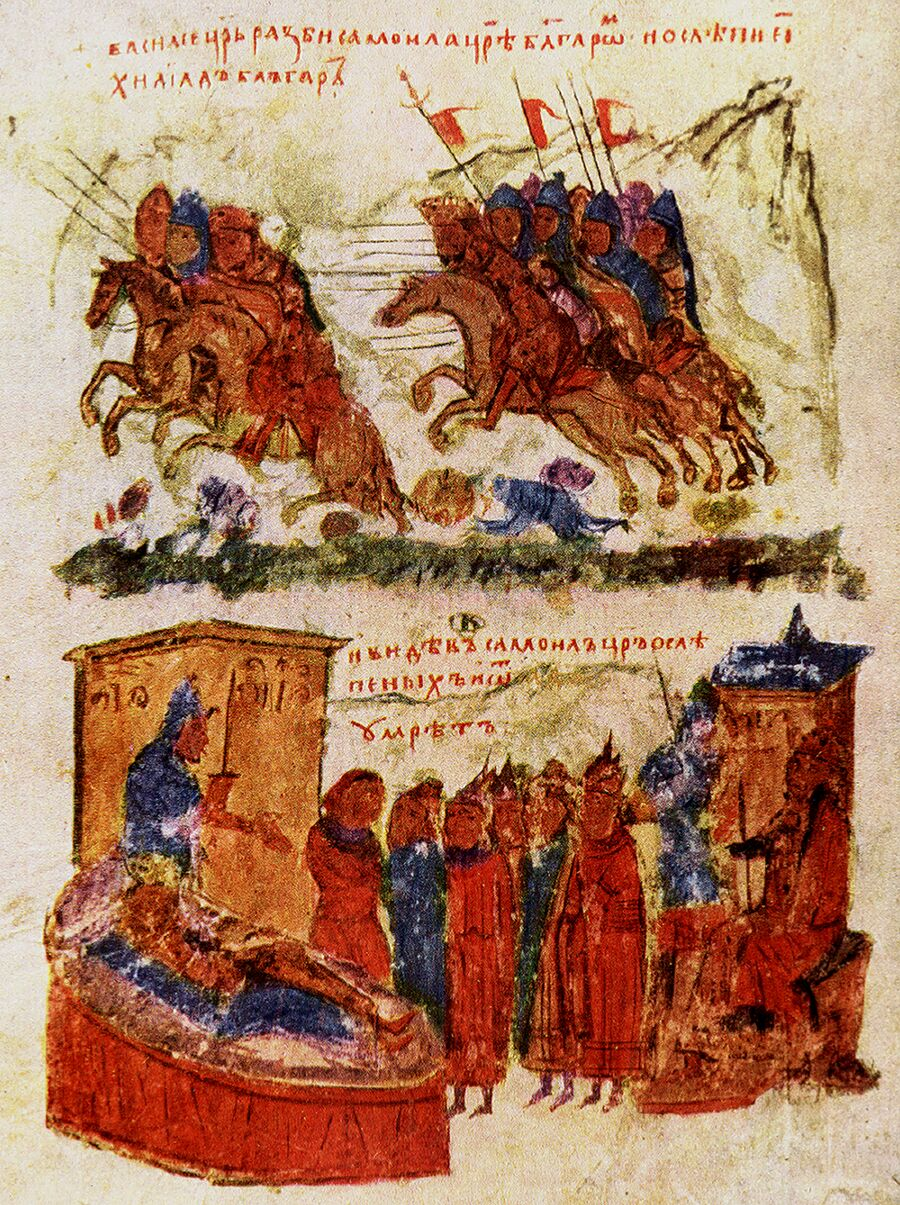
Bizantinos derrotando os búlgaros (acima). Samuel morrendo ao ver seus soldados cegos retornado do cativeiro (abaixo). Iluminura da Crônica de Constantino Manasses

Teofilacto Botaniates é mencionado apenas na história de João Escilitzes do ano 1014, durante as guerras do imperador Basílio II Bulgaróctono (r. 976–1025) no Primeiro Império Búlgaro. Naquele ano, ou pouco antes, foi nomeado governador (duque) de Salonica como sucessor de Davi Arianita. Naquele ano, Basílio II estava assaltando as posições bizantinas no passo de Clídio. Para distrair sua atenção, o imperador búlgaro Samuel (r. 997–1014) enviou um grande exército sob Nestoritsa em direção a Salonica. Botaniates e seu filho Miguel encontraram os búlgaros e derrotaram-os nas proximidades da cidade, depois do que juntaram-se ao principal exército imperial.
Depois da vitória bizantina na Batalha de Clídio que se seguiu, Teofilacto foi enviado com um exército para liberar a área em torno de Estrúmica. Ele realizou sua missão com sucesso, mas na volta para o acampamento de Basílio seu exército foi emboscado pelos búlgaros liderados por Gabriel Radomir e o próprio Botaniates morreu atingido por flechas e pedras, segundo o relato de João Escilitzes, ou espetado pela lança de Radomir, como indicado por uma nota lateral do manuscrito original. Miguel, o filho de Teofilacto, não é atestado mais adiante, o que indicaria que também pereceu na emboscada. Segundo Escilitzes, a morte de Botaniates ao lado de seus homens deixou Basílio desmotivado, que apesar de sua vitória em Clídio, interrompeu sua campanha e retornou para sua base em Mosinópolis. Foi apenas após alcançar Mosinópolis que soube da morte de Samuel, o que faria-o retroceder e prosseguir campanha.